# Belafonte Sings the Blues
Belafonte Sings the Blues è un album in studio del cantante statunitense Harry Belafonte, pubblicato nel 1958.

## Tracce
1. A Fool for You (Ray Charles)
2. Losing Hand (Charles Calhoun (Jesse Stone)
3. One For My Baby (Johnny Mercer, Harold Arlen)
4. In the Evenin' Mama (C. C. Carter)
5. Hallelujah I Love Her So (Ray Charles)
6. The Way That I Feel (Fred Brooks)
7. Cotton Fields (C. C. Carter)
8. God Bless the Child (Billie Holiday, Arthur Herzog Jr.)
9. Mary Ann (Ray Charles)
10. Sinner's Prayer (Lowell Fulson)
11. Fare Thee Well (Fred Brooks)